# Campeonato Carioca de Futebol de 2017
O Campeonato Carioca de Futebol de 2017 foi a 120.ª edição da principal divisão do futebol no Rio de Janeiro. A disputa foi organizada pela Federação de Futebol do Estado do Rio de Janeiro (FERJ). A taça em disputa nesta edição foi chamada de Carlos Alberto Torres, em homenagem ao jogador e capitão do tri-campeonato da Seleção Brasileira, que morreu em outubro de 2016.
Depois de três anos na fila, o Flamengo, de forma invicta, conquistou o título do Carioca pela 34ª vez em sua história, ao vencer os dois jogos da decisão sobre o Fluminense. Essa foi a 6ª vez que o Flamengo conquistou o Carioca de forma invicta, igualando o recorde que pertencia ao Vasco da Gama. Além disso, com a conquista, o Flamengo abriu sua maior vantagem de títulos cariocas sobre o Fluminense (que é segundo maior detentor de títulos do campeonato) na história, 34 taças rubro-negras contra 31 tricolores.

## Forma de disputa
Em 1 de novembro de 2016, os clubes participantes votaram e aprovaram alterações no regulamento em relação à edição de 2016, sob chancela do Conselho Nacional do Esporte (CNE), uma vez que o Estatuto do Torcedor exigia que só houvesse mudanças em um prazo mínimo de dois anos.
No novo formato, a primeira fase foi disputada por seis clubes (grupo A): os quatro times de pior campanha no ano anterior (exceto os rebaixados) mais os dois promovidos da Série B de 2016. Os dois mais bem colocados avançaram para a fase principal e as outras quatro agremiações disputaram o quadrangular do rebaixamento (grupo X). Os dois piores do quadrangular caíram para a Série B1 do mesmo ano.
Já a fase principal foi dividida em dois grupos de seis equipes cada (grupos B e C), havendo dois turnos (Taça Guanabara e Taça Rio) com semifinais e finais em jogos únicos. A partir desta edição, os campeões de cada turno passaram a garantir vaga nas semifinais da competição, e não mais na final, como acontecia nas edições anteriores a esta. Os outros dois semifinalistas foram as equipes melhores colocadas na classificação geral fora as campeãs dos turnos e desconsiderando os pontos obtidos nas semifinais e finais dos turnos. Caso um time vencesse tanto a Taça Guanabara quanto a Taça Rio, os três mais bem classificados completariam a disputa por vagas na grande decisão.
Nas semifinais dos turnos, os times com melhores campanhas nos grupos tiveram a vantagem do empate. Na semifinal do campeonato, quem avançasse com igualdade no placar seriam as equipes com o melhor somatório de pontos em toda a competição. Em nenhuma final houve a vantagem do empate. A semifinal geral foi realizada em jogo único, enquanto a final teve ida e volta. Os quatro primeiros colocados se classificaram a Copa do Brasil de 2018.

## Participantes
| Equipe           | Cidade          | Em 2016       | Estádio                          | Capacidade  | Títulos             |
| Bangu            | Rio de Janeiro  | 7.º           | Moça Bonita                      | 9 024       | 2 (último em 1966)  |
| Boavista-RJ      | Saquarema       | 6.º           | Eucyr Resende                    | 4 315       | 0 (não possui)      |
| Bonsucesso       | Rio de Janeiro  | 14.º          | Rua Bariri[LAU]                  | 8 300       | 0 (não possui)      |
| Botafogo         | Rio de Janeiro  | 2.º           | Nilton Santos                    | 44 661      | 20 (último em 2013) |
| Cabofriense      | Cabo Frio       | 13.º          | Eduardo Guinle[LAU] Correão      | 5 500 2 611 | 0 (não possui)      |
| Campos[CAA]      | Carapebus       | 2.º (Série B) | Ferreirão[LAU]                   | 900         | 0 (não possui)      |
| Flamengo         | Rio de Janeiro  | 4.º           | Raulino de Oliveira[LBR]         | 18 230      | 33 (último em 2014) |
| Fluminense       | Rio de Janeiro  | 3.º           | Giulite Coutinho                 | 13 544      | 31 (último em 2012) |
| Macaé            | Macaé           | 10.º          | Eduardo Guinle[LAU]              | 5 500       | 0 (não possui)      |
| Madureira        | Rio de Janeiro  | 8.º           | Conselheiro Galvão               | 2 136       | 0 (não possui)      |
| Nova Iguaçu      | Nova Iguaçu     | 1.º (Série B) | Laranjão                         | 1 810       | 0 (não possui)      |
| Portuguesa-RJ    | Rio de Janeiro  | 12.º          | Rua Bariri[LBR] Moça Bonita[LBR] | 8 300 9 024 | 0 (não possui)      |
| Resende          | Resende         | 9.º           | Trabalhador                      | 4 600       | 0 (não possui)      |
| Tigres do Brasil | Duque de Caxias | 11.º          | Los Larios                       | 6 300       | 0 (não possui)      |
| Vasco da Gama    | Rio de Janeiro  | 1.º           | São Januário                     | 21 880      | 24 (último em 2016) |
| Volta Redonda    | Volta Redonda   | 5.º           | Raulino de Oliveira              | 18 230      | 0 (não possui)      |

Notas
- CAA^  O Carapebus disputou a competição em parceria e utilizando o nome da equipe Campos Atlético Associação.[9]
- LAU^  Por falta de laudos técnicos em seus respectivos estádios, Bonsucesso, Cabofriense, Campos e Macaé mandaram alguns de seus jogos em outros estádios.[10][11][12]
- LBR^  Em virtude das obras do Luso-Brasileiro, Flamengo e Portuguesa-RJ mandaram seus jogos em outros estádios.[13][14]

## Primeira fase
Grupo A
| Pos | Equipe           | PG | J | V | E | D | GP | GS | SG | Classificação                           |
| --- | ---------------- | -- | - | - | - | - | -- | -- | -- | --------------------------------------- |
| 1   | Portuguesa-RJ    | 10 | 5 | 3 | 1 | 1 | 5  | 5  | 0  | Classificados para a fase principal     |
| 2   | Nova Iguaçu      | 8  | 5 | 2 | 2 | 1 | 11 | 7  | +4 | Classificados para a fase principal     |
| 3   | Cabofriense      | 8  | 5 | 2 | 2 | 1 | 10 | 7  | +3 | Disputam o quadrangular do rebaixamento |
| 4   | Campos           | 6  | 5 | 1 | 3 | 1 | 6  | 6  | 0  | Disputam o quadrangular do rebaixamento |
| 5   | Tigres do Brasil | 5  | 5 | 1 | 2 | 2 | 7  | 8  | –1 | Disputam o quadrangular do rebaixamento |
| 6   | Bonsucesso       | 2  | 5 | 0 | 2 | 2 | 4  | 10 | –6 | Disputam o quadrangular do rebaixamento |

### Desempenho por rodada
| Rodadas | Rodadas | Rodadas | Rodadas | Rodadas | Rodadas |
| ------- | ------- | ------- | ------- | ------- | ------- |
| 1       | 2       | 3       | 4       | 5       |         |
| CAB     | NVG     | POR     | POR     | POR     |         |

| Rodadas | Rodadas | Rodadas | Rodadas | Rodadas | Rodadas |
| ------- | ------- | ------- | ------- | ------- | ------- |
| 1       | 2       | 3       | 4       | 5       |         |
| POR     | TIG     | TIG     | BON     | BON     | BON     |

## Fase principal

### Taça Guanabara
Grupo B
| Pos | Equipe        | PG | J | V | E | D | GP | GS | SG  | Classificação                                |
| --- | ------------- | -- | - | - | - | - | -- | -- | --- | -------------------------------------------- |
| 1   | Flamengo      | 15 | 5 | 5 | 0 | 0 | 17 | 2  | +15 | Classificados para a semifinal da Taça GB    |
| 2   | Madureira     | 10 | 5 | 3 | 1 | 1 | 5  | 5  | 0   | Classificados para a semifinal da Taça GB    |
| 3   | Botafogo[BOT] | 7  | 5 | 2 | 1 | 2 | 7  | 8  | –1  |                                              |
| 4   | Nova Iguaçu   | 6  | 5 | 1 | 3 | 1 | 5  | 7  | –2  | Classificados para o Quadrangular da Taça GB |
| 5   | Boavista-RJ   | 4  | 5 | 1 | 1 | 3 | 6  | 9  | –3  | Classificados para o Quadrangular da Taça GB |
| 6   | Macaé         | 0  | 5 | 0 | 0 | 5 | 3  | 12 | –9  |                                              |

Grupo C
| Pos | Equipe        | PG | J | V | E | D | GP | GS | SG  | Classificação                                |
| --- | ------------- | -- | - | - | - | - | -- | -- | --- | -------------------------------------------- |
| 1   | Fluminense    | 15 | 5 | 5 | 0 | 0 | 14 | 0  | +14 | Classificados para a semifinal da Taça GB    |
| 2   | Vasco da Gama | 9  | 5 | 3 | 0 | 2 | 6  | 6  | 0   | Classificados para a semifinal da Taça GB    |
| 3   | Volta Redonda | 6  | 5 | 1 | 3 | 1 | 7  | 9  | –2  | Classificados para o Quadrangular da Taça GB |
| 4   | Bangu         | 5  | 5 | 1 | 2 | 2 | 5  | 10 | –5  | Classificados para o Quadrangular da Taça GB |
| 5   | Resende       | 4  | 5 | 1 | 1 | 3 | 5  | 6  | –1  |                                              |
| 6   | Portuguesa-RJ | 2  | 5 | 0 | 2 | 3 | 5  | 11 | –6  |                                              |

Notas
- BOT ^ O Botafogo abriu mão da participação no quadrangular da Taça Guanabara. Com isso, o Boavista herdou a vaga.[15]

#### Desempenho por rodada
| 1       | 2   | 3   | 4   | 5   |     |
| Grupo B | FLA | FLA | FLA | FLA | FLA |
| Grupo C | FLU | FLU | FLU | FLU | FLU |

| 1       | 2   | 3   | 4   | 5   |     |
| Grupo B | BVT | MAC | MAC | MAC | MAC |
| Grupo C | VAS | BAN | RES | BAN | POR |

#### Quadrangular Extra da Taça GB
Em negrito os times vencedores das partidas.
|  | Semifinais    | Semifinais        |       |  | Final         | Final |  |
|  |               |                   |       |  |               |       |  |
|  |               |                   |       |  |               |       |  |
|  | Volta Redonda | 1                 |       |  |               |       |  |
|  | Boavista-RJ   | 0                 |       |  |               |       |  |
|  |               |                   |       |  |               |       |  |
|  |               |                   |       |  |               |       |  |
|  |               |                   |       |  | Volta Redonda | 2 (4) |  |
|  |               | Nova Iguaçu (pen) | 2 (5) |  |               |       |  |
|  |               |                   |       |  |               |       |  |
|  |               |                   |       |  |               |       |  |
|  |               |                   |       |  |               |       |  |
|  |               |                   |       |  |               |       |  |
|  | Nova Iguaçu   | 2                 |       |  |               |       |  |
|  | Bangu         | 0                 |       |  |               |       |  |

##### Premiação
| Quadrangular Extra da Taça GB    |
| Nova Iguaçu                      |
| -------------------------------- |
| NOVA IGUAÇU Campeão (1.º título) |

#### Fase final
Em itálico, as equipes que jogaram pelo empate por ter melhor campanha e em negrito os times vencedores das partidas. Na final não houve a vantagem de empate para nenhuma equipe.
|  | Semifinais    | Semifinais |       |  | Final            | Final |  |
|  |               |            |       |  |                  |       |  |
|  |               |            |       |  |                  |       |  |
|  | Fluminense    | 0          |       |  |                  |       |  |
|  | Madureira     | 0          |       |  |                  |       |  |
|  |               |            |       |  |                  |       |  |
|  |               |            |       |  |                  |       |  |
|  |               |            |       |  | Fluminense (pen) | 3 (4) |  |
|  |               | Flamengo   | 3 (2) |  |                  |       |  |
|  |               |            |       |  |                  |       |  |
|  |               |            |       |  |                  |       |  |
|  |               |            |       |  |                  |       |  |
|  |               |            |       |  |                  |       |  |
|  | Flamengo      | 1          |       |  |                  |       |  |
|  | Vasco da Gama | 0          |       |  |                  |       |  |

#### Premiação
| Taça Guanabara de 2017           |
| Rio de Janeiro                   |
| -------------------------------- |
| FLUMINENSE Campeão (10.º título) |

### Taça Rio
Grupo B
| Pos | Equipe      | PG | J | V | E | D | GP | GS | SG | Classificação                                 |
| --- | ----------- | -- | - | - | - | - | -- | -- | -- | --------------------------------------------- |
| 1   | Botafogo    | 13 | 6 | 4 | 1 | 1 | 12 | 6  | +6 | Classificados para a semifinal da Taça Rio    |
| 2   | Flamengo    | 12 | 6 | 3 | 3 | 0 | 13 | 5  | +8 | Classificados para a semifinal da Taça Rio    |
| 3   | Nova Iguaçu | 10 | 6 | 3 | 1 | 2 | 7  | 6  | +1 | Classificados para o Quadrangular da Taça Rio |
| 4   | Boavista-RJ | 8  | 6 | 2 | 2 | 2 | 3  | 4  | –1 | Classificados para o Quadrangular da Taça Rio |
| 5   | Madureira   | 5  | 6 | 1 | 2 | 3 | 8  | 10 | –2 |                                               |
| 6   | Macaé       | 2  | 6 | 0 | 2 | 4 | 6  | 13 | –7 |                                               |

Grupo C
| Pos | Equipe        | PG | J | V | E | D | GP | GS | SG | Classificação                                 |
| --- | ------------- | -- | - | - | - | - | -- | -- | -- | --------------------------------------------- |
| 1   | Vasco da Gama | 12 | 6 | 3 | 3 | 0 | 8  | 4  | +4 | Classificados para a semifinal da Taça Rio    |
| 2   | Fluminense    | 11 | 6 | 3 | 2 | 1 | 12 | 8  | +4 | Classificados para a semifinal da Taça Rio    |
| 3   | Volta Redonda | 8  | 6 | 2 | 2 | 2 | 8  | 8  | 0  | Classificados para o Quadrangular da Taça Rio |
| 4   | Portuguesa-RJ | 8  | 6 | 2 | 2 | 2 | 7  | 11 | –4 | Classificados para o Quadrangular da Taça Rio |
| 5   | Resende       | 4  | 6 | 1 | 1 | 4 | 5  | 8  | –3 |                                               |
| 6   | Bangu         | 4  | 6 | 1 | 1 | 4 | 4  | 10 | –6 |                                               |

#### Desempenho por rodada
|         | Rodadas | Rodadas | Rodadas | Rodadas | Rodadas | Rodadas |
| ------- | ------- | ------- | ------- | ------- | ------- | ------- |
| 1       | 2       | 3       | 4       | 5       | 6       |         |
| Grupo B | FLA     | FLA     | FLA     | FLA     | FLA     | BOT     |
| Grupo C | FLU     | FLU     | FLU     | FLU     | FLU     | VAS     |

|         | Rodadas | Rodadas | Rodadas | Rodadas | Rodadas | Rodadas |
| ------- | ------- | ------- | ------- | ------- | ------- | ------- |
| 1       | 2       | 3       | 4       | 5       | 6       |         |
| Grupo B | BVT     | BVT     | MAD     | MAC     | MAC     | MAC     |
| Grupo C | POR     | RES     | BAN     | BAN     | BAN     | BAN     |

#### Quadrangular Extra da Taça Rio
Em negrito os times vencedores das partidas.
|  | Semifinais        | Semifinais  |   |  | Final       | Final |  |
|  |                   |             |   |  |             |       |  |
|  |                   |             |   |  |             |       |  |
|  | Nova Iguaçu (pen) | 0 (4)       |   |  |             |       |  |
|  | Portuguesa-RJ     | 0 (2)       |   |  |             |       |  |
|  |                   |             |   |  |             |       |  |
|  |                   |             |   |  |             |       |  |
|  |                   |             |   |  | Nova Iguaçu | 3     |  |
|  |                   | Boavista-RJ | 0 |  |             |       |  |
|  |                   |             |   |  |             |       |  |
|  |                   |             |   |  |             |       |  |
|  |                   |             |   |  |             |       |  |
|  |                   |             |   |  |             |       |  |
|  | Volta Redonda     | 0           |   |  |             |       |  |
|  | Boavista-RJ       | 1           |   |  |             |       |  |

##### Premiação
| Quadrangular Extra da Taça Rio   |
| Nova Iguaçu                      |
| -------------------------------- |
| NOVA IGUAÇU Campeão (1.º título) |

#### Fase final
Em itálico, as equipes que jogaram pelo empate por ter melhor campanha e em negrito os times vencedores das partidas. Na final não houve a vantagem de empate para nenhuma equipe. 
|  | Semifinais    | Semifinais |   |  | Final         | Final |  |
|  |               |            |   |  |               |       |  |
|  |               |            |   |  |               |       |  |
|  | Vasco da Gama | 0          |   |  |               |       |  |
|  | Flamengo      | 0          |   |  |               |       |  |
|  |               |            |   |  |               |       |  |
|  |               |            |   |  |               |       |  |
|  |               |            |   |  | Vasco da Gama | 2     |  |
|  |               | Botafogo   | 0 |  |               |       |  |
|  |               |            |   |  |               |       |  |
|  |               |            |   |  |               |       |  |
|  |               |            |   |  |               |       |  |
|  |               |            |   |  |               |       |  |
|  | Botafogo      | 3          |   |  |               |       |  |
|  | Fluminense    | 1          |   |  |               |       |  |

#### Premiação
| Taça Rio de 2017                    |
| Rio de Janeiro                      |
| ----------------------------------- |
| VASCO DA GAMA Campeão (10.º título) |

## Fase final - Semifinais Gerais
Em itálico, as equipes que jogaram pelo empate por ter melhor campanha e em negrito os times vencedores das partidas. Na final não houve a vantagem de empate para nenhuma equipe. 
|  | Semifinais    | Semifinais |   |            | Final | Final | Final | Final |
|  |               |            |   |            |       |       |       |       |
|  | Fluminense    | 3          |   |            |       |       |       |       |
|  | Vasco da Gama | 0          |   |            |       |       |       |       |
|  | Vasco da Gama | 0          |   | Fluminense | 0     | 1     | 1     |       |
|  |               |            |   | Fluminense | 0     | 1     | 1     |       |
|  |               | Flamengo   | 1 | 2          | 3     |       |       |       |
|  | Flamengo      | Flamengo   | 1 | 2          | 3     | 2     |       |       |
|  | Flamengo      |            |   |            |       | 2     |       |       |
|  | Botafogo      | 1          |   |            |       |       |       |       |

### Semifinais
| 22 de abril | Fluminense                                 | 3 – 0  | Vasco da Gama | Estádio do Maracanã, Rio de Janeiro          |
| 19:00       | Richarlison 50' · Wellington 55' · Léo 66' | Súmula |               | Público: 20 092 Árbitro: Rodrigo Nunes de Sá |

| Fluminense | Vasco |

| 23 de abril | Flamengo                | 2 – 1  | Botafogo        | Estádio do Maracanã, Rio de Janeiro                |
| 16:00       | Guerrero 49', 65' (pen) | Súmula | 87' (pen) Sassá | Público: 17 140 Árbitro: Leonardo Garcia Cavaleiro |

| Flamengo | Botafogo |

### Final
Ida
| 30 de abril | Fluminense | 0 – 1  | Flamengo    | Estádio do Maracanã, Rio de Janeiro             |
| 16:00       |            | Súmula | 33' Éverton | Público: 34 926 Árbitro: João Batista de Arruda |

| Fluminense | Flamengo |

Volta
| 7 de maio | Flamengo                     | 2 – 1  | Fluminense          | Estádio do Maracanã, Rio de Janeiro                     |
| 16:00     | Guerrero 84' · Rodinei 90+5' | Súmula | 3' Henrique Dourado | Público: 58 399 Árbitro: Wagner do Nascimento Magalhães |

| Flamengo | Fluminense |

### Premiação
| Campeonato Carioca de 2017     |
| Rio de Janeiro                 |
| ------------------------------ |
| FLAMENGO Campeão (34.º título) |

## Troféu Carlos Alberto Torres
O Troféu Carlos Alberto Torres foi o nome da taça oferecida ao time campeão do Campeonato Carioca de 2017. Uma homenagem da Federação de Futebol do Rio de Janeiro à Carlos Alberto Torres.
| Troféu Carlos Alberto Torres  |
| Rio de Janeiro                |
| ----------------------------- |
| FLAMENGO Campeão (1.º título) |

## Quadrangular do rebaixamento
Grupo X
| Pos | Equipe           | PG | J | V | E | D | GP | GS | SG  | Classificação                      |
| --- | ---------------- | -- | - | - | - | - | -- | -- | --- | ---------------------------------- |
| 1   | Cabofriense      | 16 | 6 | 5 | 1 | 0 | 15 | 4  | 11  |                                    |
| 2   | Bonsucesso       | 8  | 6 | 2 | 2 | 2 | 5  | 4  | +1  |                                    |
| 3   | Campos           | 6  | 6 | 1 | 3 | 2 | 8  | 10 | –2  | Rebaixados para a Série B1 de 2017 |
| 4   | Tigres do Brasil | 2  | 6 | 0 | 2 | 4 | 4  | 14 | –10 | Rebaixados para a Série B1 de 2017 |

### Desempenho por rodada
| Rodadas | Rodadas | Rodadas | Rodadas | Rodadas | Rodadas |
| ------- | ------- | ------- | ------- | ------- | ------- |
| 1       | 2       | 3       | 4       | 5       | 6       |
| CAB     |         |         |         |         |         |

| Rodadas | Rodadas | Rodadas | Rodadas | Rodadas | Rodadas |
| ------- | ------- | ------- | ------- | ------- | ------- |
| 1       | 2       | 3       | 4       | 5       | 6       |
| BON     | TIG     | TIG     | TIG     | TIG     | TIG     |

## Artilharia
Atualizada dia 7 de maio de 2017 às 18h44. 